# Caradrina poecila
Caradrina poecila är en fjärilsart som beskrevs av Charles Boursin, 1939. Caradrina poecila ingår i släktet Caradrina och familjen nattflyn, Noctuidae. Inga underarter finns listade i Catalogue of Life.